# Psilaster herwigi
Psilaster herwigi är en sjöstjärneart som först beskrevs av Bernasconi 1972.  Psilaster herwigi ingår i släktet Psilaster och familjen kamsjöstjärnor. Inga underarter finns listade i Catalogue of Life.